# Казак, Наталья Ивановна
Ната́лья Ива́новна Каза́к (4 февраля 1960) — советская гребчиха, серебряный и бронзовый призёр Олимпийских игр. Мастер спорта СССР международного класса.

## Карьера
На Олимпиаде в Москве Наталья в составе парной четвёрки с рулевым выиграла серебряную медаль, а в составе распашной четвёрки с рулевым завоевала бронзу. Казак не принимала участие в финалах, она участвовала только в предварительных заплывах будучи рулевой.